# معركة آشير (1016)
معركة آشير، هي معركة دارت في يونيو 1016 بين الجيش الزيري بقيادة كرامة بن منصور والجيش الحمادي بقيادة الأمير الحمادي حماد بن بلقين، وكانت هذه المعركة جزءًا من الحرب الحماديّة الزيريّة التي أسفرت عن تقسيم صنهاجة إلى إمارتين مستقلتين. وقعت المعركة بالقرب من مدينة آشير التي تعود إلى العصور الوسطى وتقع في جنوب الجزائر العاصمة، وكانت انتصارًا حاسمًا للحماديين.

## الخلفية
أثناء حصار قلعة بني حماد، توفي الأمير الزيري باديس بن منصور بسبب احتباس البول. في البداية، أراد حبيب بن أبي سعيد، وباديس بن حمامة، وأيوب بن يطوفت، وهم أعلى قادة الأمير باديس، إبقاء وفاة باديس سرًا. ومع ذلك، في الصباح، جاءت أخبار وفاة باديس من المسيلة، وأغلق سكانها أبواب المدينة وصعدوا إلى أسوارها. عند هذه النقطة، أعلن القادة الثلاثة الولاء للكرامة. وعندما رأى عبيد باديس وأصحابهم ذلك، اعترضوا. فقال لهم القادة الثلاثة: «لقد قدمنا كرامة لحماية الرجال وصيانة الأموال حتى يتم تسليمها إلى صاحبها الشرعي، المعز بن سيدنا ناصر الدولة». ثم اتفق الجميع على رحيل الكرامة إلى آشير لجمع قبائل صنهاجة وتلكاتة والعودة معهم إلى المسيلة. وفي يعيد الأضحى رفع الجيش الزيري الحصار وسار عائداً إلى إفريقية. وبمجرد مغادرتهم للقلعة سار حماد بسرعة إلى آشير ومعه ألف وخمسمائة رجل.

## المعركة
أرسل المعز بن باديس بن المنصور عمه كرامة بن المنصور إلى آشير في الرابع من ذي الحجة سنة 406 هـ/ 4 مايو سنة 1016 م، لتجنيد صنهاجة والعودة معهم إلى المحمدية (المسيلة). وأعطاهم مائة ألف دينار من بيت المال، فانضموا إليه. وبينما كان كرامة في آشير مع جنوده، تقدم إليه حماد بألف وخمسمائة فارس، فتقدم كرامة بسبعة آلاف مقاتل. والتقوا وتقاتلوا قتالاً شديداً، وتراجع بعض أصحاب كرامة إلى بيت المال، فنهبوه، وفرّوا، فكانت الهزيمة عليه و على أصحابه. ثم انسحب إلى مدينة آشير، حيث نصحه قاضيها وأعيانها بالبقاء ومنع حماد من دخولها، ففعل. فحاصرهم حماد وطلب لقاء كرامة. فلما خرج إليه كرامة أعطاه حماد مبلغ ثلاثة آلاف دينار وأذن له بالسفر إلى المعز.

## العواقب
وصل كرامة إلى إفريقية يوم الأربعاء 19 محرم 407 هـ / 28 يونيو 1016 م. فاستقبله المعز بحرارة وأكرمه وعينه ليعاون في إدارة شؤون الدولة. أما حماد فقد دخل آشير وقتل عددًا كبيرًا من حلفاء الزيريين، لكنه لم يتمكن من أسر الجنود الذين نهبوا خزانة كرامة. كان حماد قد انتصر على آشير. وكان على المعز أن يبدأ حكمه بتنظيم حملة عسكرية ضد حماد الذي كان على وشك الاستيلاء على المغرب الأوسط. وبعد عام من عودة كرامة إلى إفريقية، على الأرجح يوم الخميس 20 صفر 408 هـ / 18 يناير 1017 م، انتقل الأمير برفقة جنوده إلى رقادة، حيث نظم الحملة ووزع الرواتب على الجنود. انطلق في 4 ربيع الأول 408هـ/31 يوليو 1017م، تاركًا إفريقية في يد نائبه محمد بن حسن. في هذا الوقت، كان حماد قد أسترجع المسيلة وحاصر بغاية. ومع ذلك، عندما اقترب المعز، رفع الحصار.